# Saint Mary’s College (St. Lucia)
Saint Mary’s College ist eine katholische weiterführende Knabenschule (Secondary School) in Vigie, St. Lucia in der Karibik. Die Schule ist die Alma Mater der beiden Nobelpreis-Träger Sir William Arthur Lewis und Derek Alton Walcott. Auch der Jurist und Politiker Sir Vincent Floissac und der ehemalige Premierminister Sir John George Melvin Compton und der Botschafter bei den Vereinten Nationen, George William Odlum waren ehemalige Schüler.

## Geschichte
St. Mary’s College wurde offiziell am 20. April 1890 eröffnet, drei Wochen nachdem der erste Unterricht in dem Gebäude gegeben worden war. Im ersten Jahrgang hatte die Schule 27 Schüler im Alter zwischen 6 und 15 Jahren in dem Gebäude, das heute als Parish Center dient, in der Micoud Street in Castries. Der erste Schulleiter, F. E. Bundy, hatte seine Ausbildung am St. Mary’s College for Teachers in Hammersmith, England, erhalten. Sein einziger Assistent war anfangs ein Mr. O’Neil Traynor.
Die erste Zeit im College waren für die Lehrer überaus schwierig. Ende des Jahres 1890 war die Schülerzahl auf 35 angewachsen. Von diesen Jungen sprachen nur einige fließend Englisch, einige verstanden es, aber konnten es nicht sprechen und andere sprachen Französisch und der Großteil Patois (Antillen-Kreolisch). Es war erstaunlich, dass der Lehrer so viel bewirkte mit dem wenigen vorhandenen Material. Es gab häufig Kämpfe und zerbrochene Fenster waren ein tagtägliches Ereignis.
Ende 1890 war das College mit 385 Guinees verschuldet, wovon 90 Guinees seit der Eröffnung des College aufgelaufen waren. Um zu helfen, die Schulden abzubauen, gaben die Priester der Fils de Marie Immaculée (FMI) 75 Guinees ans College. Ab 1893 erhielt das College Unterstützung durch „Grant-In-Aid“ von der Regierung auf die Bedingung hin, dass 10 Schüler aus Grundschulen Science Scholarships (Wissenschaftsstipendien) erhielten.
Bis 1895 wurden keinerlei Examen abgehalten, aber dies änderte sich schnell mit der Ernennung von H.J. Meagher als Schulleiter. Im Dezember dieses Jahres wurden die beiden Schüler Cecil und Garnet Garnaway nach Barbados gesandt, um dort die Cambridge Preliminary Local Examination abzulegen, da es in St. Lucia nicht die Möglichkeit dazu gab.
Im Dezember des folgenden Jahres wurde ein Cambridge Local Examination Centre am College eingerichtet. Ende 1898 waren bereits 53 Jungen an der Schule eingeschrieben. Zu dieser Zeit gab es sechs Wochen Ferien an Weihnachten, zwei Wochen im Mittsommer und zwei Wochen an Ostern. Die Schulgebühren betrugen zwischen 3 und 6 Guineen pro Jahr mit Zahlung im Voraus. Es gab auch schon die Regelung, dass jüngere Brüder weniger zahlen mussten.
Ende 1899 bestand das Personal aus fünf Brüdern. In einer öffentlichen Sitzung 1903 wurde eine Resolution angenommen, die vorsah, dass ein Advisory Committee ernannt werden sollte um die Geschäfte des College zu regeln und, dass das Government Grant-In-Aid von 200 auf 400 Guinees erhöht wurde. Die Forderung wurde von der Regierung angenommen und das Committee wurde eingesetzt.
Die Brüder Canice Collins, Macartan Sheehy und Lawrence Reynolds kamen am Samstag, 11. Januar 1947, in St. Lucia an, nachdem sie von Avonmouth, England, am 28. Dezember 1946 auf einem 6.000-Tonnen-Bananendampfer losgefahren waren. Sie langten an in Port-of-Spain, Trinidad, am 10. Januar 1947 und übernachteten bei den Holy Ghost Fathers. Von dort flogen sie am folgenden Tag nach St. Lucia. In Castries wurden sie von den französischen Brüdern der Söhne der Unbefleckten Jungfrau Maria (FMI) empfangen. Fr. Harcourt war damals Rector des St. Mary's College. Unterstützung erhielten sie von den Josefschwestern von Cluny.
1947 gab es 80 Schüler an der Schule, das Gebäude war heruntergekommen, die Holzbauteile waren seit Jahren nicht gestrichen worden, die Ausstattung spärlich und die Schulmöbel in schlechter Verfassung. Die Brüder hatten nur knapp eine Woche bevor die Schule nach den Weihnachtsferien wieder eröffnen sollte. Herman D. Boxill, der seit 18 Jahren am College unterrichtete, half bei den Vorbereitungen. Am 22. Januar wurde mit einer Messe und vollen Sälen das Schuljahr eröffnet. Canice Collins wurde als Prinzipal eingeführt.
In den ersten Monaten nach der Ankunft lebten die Brüder in der Presbytery in Castries und teilten die Räumlichkeiten mit den FMI-Priestern. Im März konnten sie einziehen in das so genannte The Brothers' House, 69 Micoud St. Dort hatten sie vier Jahre lang ihre Unterkunft bis März 1951.
Während der ersten Jahre unter der Verwaltung der Brüder kam es zu vielen Veränderungen in St. Mary’s College. Die Gebäude wurden ausgebaut und die Ausbildung reorganisiert.

### 1948–1952
Am 19. Juni 1948 wurde ein großer Teil von Castries durch ein Feuer zerstört. Die Arbeit und der Mut, den die Brüder, die Mitarbeiter und Schüler dabei zeigten, wurden hoch geschätzt und offiziell anerkannt. Eine Zeitung schrieb über die Führungsqualitäten der Brüder:

„Es ist ein Leuchtfeuer der Hoffnung für viele, die darum kämpfen einen Geist der Initiative und der gemeinsamen Tat in den West Indies zu fördern.
 
Anlässlich der New Year’s Honours 1949 erhielt Br. Canice den MBE in Anerkennung seiner Bemühungen in der Nacht des Feuers von Castries.“

In den nächsten Jahren wuchs die Zahl der Schüler in St. Mary’s College schnell an und die Räumlichkeiten in Castries wurden zu eng. Es wurden Überlegungen angestellt, das College zu vergrößern und gleichzeitig zu erneuern oder einen neuen Standort zu finden.
Zu gleicher Zeit standen einige militärische Gebäude aus der Zeit der Anglo-Französischen Schlachten leer, in denen Soldaten des West Indian Regiment untergebracht gewesen waren. Eine Gruppe von Gebäuden lag an einer landschaftlich schönen Stelle auf der Vigie-Halbinsel, einige Meilen von Castries entfernt. Obwohl die Gebäude über 150 Jahre alt waren, waren sie in gutem Zustand und nach längeren Verhandlungen mit den Behörden, unter anderem dem War Office in London wurde eine Übereinstimmung für den Kauf erzielt. Die Gebäude wurden komplett erneuert und Ende Juli 1952 St. Mary’s College nach Vigie verlegt. Zu diesem Zeitpunkt hatte die Schule schon 275 Schüler.
Es war eine glückliche Fügung, dass ein Bungalow neben dem Hauptgebäude, der früher das Wohnhaus des Commanding Officers gewesen war, ebenfalls erworben werden konnte. Im März 1951 zerstörte ein zweites Feuer einen Großteil dessen, was vom alten Castries übrig geblieben war, unter anderem auch No. 69 Micoud Street. Die Brüder, die mittlerweile zu fünft waren, zogen in den Bungalow in Vigie und bis heute ist dies die Residenz der Brüder.

### 1953–1957
Mit den zusätzlichen Gebäuden und dem Platz, der an dem neuen Standort vorhanden war, wurden neue Schulfächer eingeführt und die Schülerzahl wuchs auf über 300 an.
1953 wurden Internatsgebäude für Schüler aus den entfernteren ländlichen Gebieten St. Lucias eingerichtet. Eines der Nebengebäude wurde dafür umgebaut und ausgestattet. Das so genannte Hostel diente diesem Zweck über 20 Jahre. 1973 war die Notwendigkeit nicht mehr länger gegeben und das Gebäude wurde für zusätzliche Klassenräume für die Klassen der Sixth Form genutzt.
1955 wurde Canice nach San Fernando, Trinidad versetzt, wohin Lawrence schon vorher versetzt worden war. Macartan wurde in der Nachfolge von Dunstan Curtin Provincial Superior of the West Indies in San Fernando und damit hatten alle drei Gründungsmitglieder St. Lucia verlassen.
1957 musste Canice am Kopf operiert werden. Er wurde in Beaumont, Texas, behandelt, aber die Operation scheiterte und er starb am 20. März im Alter von 43 Jahren. Er ist in Texas beigesetzt. Der Administrator von St. Lucia, J.K.R. Thorpe übermittelte seine Beileidsbekundung.
Canice wurde 1990, zum 100. Jubiläum der Gründung von St. Mary’s College, von den Postbehörden von St. Lucia mit einer Gedenkbriefmarke geehrt, die sein Konterfei vor einer Zeichnung des College zeigt.
Ab Mitte der 1950er wuchs die Zahl der Brüder, die nach den Westindischen Inseln kamen. Neugründungen entstanden in Chaguanas, Trinidad, und in St. John, Barbados und auch in St. Lucia gab es zahlreiche Wechsel.

### 1974
Im November 1974 erließ die Regierung ein Gesetz, durch welches an St. Mary’s College ein Board of Management eingesetzt wurde. Dieses ersetzte das bisherige St. Mary’s College Advisory Committee. Aus dem Wortlaut des Gesetzes wurde deutlich, dass dieses Board of Management zwar die Kontrolle über College Angelegenheiten haben würde, aber zugleich keine Verantwortung für das College übernehmen würde. Außerdem war deutlich, dass die Eigentümerschaft der Brüder ein Hindernis für ein reibungsloses Funktionieren des Gremiums wäre.
Fr. Macartan erhielt unterdessen die Ehrung eines Order of the British Empire (MBE) an den Jubiläumsveranstaltungen zum Geburtstag der Queen (Queen's Birthday Honours, Juni 1974) in Anerkennung seines Lebenswerkes und der Leistungen der Brüder für die Bildung in St. Lucia.
Nach langwierigen Diskussionen auf Gemeindeebene und im Provinzial baten die Brüder im Januar 1975 formal darum, dass der Erzbischof von Castries, Most Reverend Patrick Webster OSB, die Eigentümerschaft für Gebäude und Anwesen übernehme. Die Brüder behielten nur die Eigentümerschaft ihres Wohngebäudes und der umgebenden drei acre (1,2 ha).
Die neuen Regelungen traten trotz öffentlicher Proteste im September 1975 in Kraft. Die Presentation Brothers hatten beigestimmt, als Mitglieder des Lehrkörpers vor Ort zu bleiben, aber erstmals seit ihrer Ankunft lag die Schulleitung bei jemand anderem. In diesem Fall Fr. T. J. Stack, der bereits als Mitglied der Presentation Brothers dort gelehrt hatte, bevor er als Priester für das Erzbistum Castries geweiht wurde.
Das Patronatsfest des College ist noch immer der Presentation Day, 21. November und Wertschätzung für die geleistete Arbeit wurde immer wieder öffentlich gezeigt. Am College Speech Day am 21. November 1976 sprach beispielsweise der Gouverneur, Sir Allen Lewis QC, ein führendes Mitglied der Anglikanischen Gemeinschaft in St. Lucia, ehemaliger Schüler von St. Mary’s und Bruder des Nobelpreisträgers Arthur Lewis über seine Einschätzung:

„Die Ankunft der Presentation Brothers 1947 markierte einen Wendepunkt in der Leitung und im Wachstum von St. Mary’s College. Ihr Atem der Vision, ihre Sorge für das Wohlergehen der Gemeinschaft, ihre Verwaltungsfaähigkeiten, Gelehrsamkeit und Hingabe an die Aufgab und für das Wohlergehen ihrer Schüler haben St. Lucia großen Gewinn gebracht. Ich sollte diese Möglichkeit nutzen, um öffentlich die Wertschätzung und Dankbarkeit des Volkes von St. Lucia für die Arbeit auszudrücken, welche die Brüder getan haben und welche sie weiterhin leisten.“

1979 wurde St. Lucia unabhängig. Der Premierminister mit einem Kabinett aus 10 Ministern bildet seither die Regierung. Das House of Assembly mit 17 Mitgliedern und der Senat mit 11 Mitgliedern beschließt die Gesetze.
1979 erhielt Arthur Lewis (1915–91), ein Wirtschaftswissenschaftler und Absolvent von St. Mary’s College den Nobelpreis. Er und Theodore W. Schultz (USA) teilten den Preis für ihre Arbeiten zu wirtschaftlichen Herausforderungen von Entwicklungsländern (developing nations). Lewis war in den 1930ern Schüler an St Mary’s gewesen. Er war der erste West-Indian der einen Nobelpreis errang. Zwanzig Jahre später wurde ein weiterer Absolvent, Derek Walcott, ebenso geehrt.

### 1977–1991
1977 wurde die Ordensgemeinschaft in St. Lucia auf zwei Brüder reduziert, Fr. Cyril O’Sullivan und Fr. Macartan. Obwohl Macartan bereits im Ruhestand war, unterstützte er das Ministry of Education durch die Organisation der Cambridge Overseas Examinations.
Im September 1979 erkrankte Macartan jedoch ernsthaft und musste zur Behandlung nach Barbados, wo er am 22. September im St. Joseph's Hospital verstarb. Sein Leichnam wurde nach St. Lucia zurückgebracht und nach der Requiem Mass, die Bischof Guilly zelebrierte, wurde er auf dem Riverside Cemetery beigesetzt, dem Friedhof für hohe Persönlichkeiten von Castries und St. Lucia.
Einige Jahre lang war O’Sullivan der einzige Bruder in St. Lucia. Fr. Martin Walsh aus Kanada kam in den Wintermonaten regelmäßig als Gast. Während der ’80er wuchs die Gemeinschaft wieder etwas und 1990 waren fünf Brüder vor Ort.
Doch 1991 erlitt die Gemeinschaft wieder einmal einen schweren Verlust. Am 22. Juli starb Fr. Ligouri O’Mahony im Schlaf im Alter von 64 Jahren. Er hatte 37 Jahre lang in den West Indies gewirkt und war der letzte der Presentation Brother, der Principal von St. Mary’s gewesen war. Auch er ist in St. Lucia beigesetzt.

### 1992
1992 erhielt Derek Walcott, einer der älteren Schüler an St. Mary’s als die Brüder anlangten, den Nobelpreis für Literatur. Walcott war nach seinem Abschluss an St. Mary’s dort auch Lehrer gewesen. Sein Werk behandelt Themen wie karibische Erfahrungen der Sklaverei, der Unabhängigwerdung und der postkolonialen Identität.

### 1993: CARE – a new apostolate
Im März 1993 kam Fr. Dominic Brunnock in die Gemeinschaft in St. Lucia. Er hatte vorher mit dem SERVOL-Programm von 1989 bis 1993 in Trinidad gearbeitet. SERVOL kümmert sich um Unterstützung für sozial benachteiligte Teenager, vor allem Schulabbrecher.

### Gegenwart
St. Mary’s College zählt zu den besten Schulen in St. Lucia. 2009 war die Schule in den Caribbean-Examination-Council-Exams nur knapp hinter St. Joseph’s Convent auf dem zweiten Platz.
Die Schule verfügt auch über ein umfangreiches Programm an Arbeitsgruppen und Angeboten. Es wurden hoch bewertete Projekte für den National Science Fair durchgeführt und 2013 gewann die Schule die Sagicor Visionaries Challenge. Außerdem gibt es ein Young Leaders Program und, einen Drama Club, Chor und eine Cadet Corps.

## Alumni
- Dunstan St. Omer, Maler und muralist (Wandmaler)[5]

## Schulhymne
| S.M.C. School Anthem Step together, play the game Thus we'll bring St. Mary's fame Unity will make us strong Love will guide our steps along Love indeed our lives will frame Love for God which cares not whether Foes smite, left, right We Samarians work together Steady boys and step together. In the past we've made our name, St. Lucia's sterling sons proclaim. That St. Mary's taught them well Each his debt to it can tell. Now we'll fan still more the flame Of our past and reck' not whether Foes smite, left right We Samarians work together Steady boys and step together. Step together, fight as one Seek no rest till you have done; For St. Mary's all you can Prove your worth and be a man; Thus we'll all unite and shun Cowardly deeds and reck' not whether Foes smite, left right All Samarians work together, Steady boys and step together. | Übersetzung: Steht zusammen, spielt das Spiel Das wir St. Mary's Ruf voranbringen Einheit wird uns stark machen Liebe will unsere Schritte lenken Liebe wird unsere Leben rahmen Liebe zu Gott, die sich nicht sorgt ob Feinde zuschlagen, links, rechts Wir Samarians arbeiten zusammen Vorwärts Jungs und steht zusammen. In der Vergangenheit haben wir uns einen Namen gemacht Das verkünden St. Lucias erlauchte Söhne Dass St. Mary’s sie gut gelehrt hat Jeder kann seine Beteiligung daran erzählen. Jetzt fachen wir immer noch stärker die Flamme an Unserer Vergangenheit und berücksichtigen nicht, ob Feinde zuschlagen, links, rechts Wir Samarians arbeiten zusammen Vorwärts Jungs und steht zusammen. Steht zusammen, kämpft wie einer Macht keine Pause, bis ihr fertig seid; Für St. Mary’s alles was ihr könnt Beweise deinen Wert und sei ein Mann; So vereinen wir uns alle und verhindern Feige Taten und berücksichtigen nicht, ob Feinde zuschlagen, links, rechts Wir Samarians arbeiten zusammen Vorwärts Jungs und steht zusammen. |